# Girolamo Lucenti (pittore)
Girolamo Lucenti, detto anche Geronimo o Jeronimo Lucenti da Correggio (Correggio, XVI secolo – XVI secolo), è stato un pittore italiano, attivo soprattutto in Spagna, a Siviglia e Granada.

## Biografia
Dopo un iniziale apprendistato in ambito emiliano, Girolamo Lucenti si trasferì in Spagna dove la sua attività è variamente attestata a partire dal 1608 .
A Siviglia, nel 1608, Lucenti lavorò alla cappella del Collegio di San Tommaso eseguendo un paio di paesaggi sul tema della chiamata all'apostolato di Sant'Andrea e San Pietro.
Nel 1642 (o 1624 ) Lucenti è documentato a Granada, dove eseguì sette lavori sul tema della scoperta del manoscritto e delle reliquie del Sacro Monte